# Gálvez (Santa Fe)
Gálvez is een plaats in het Argentijnse bestuurlijke gebied San Jerónimo in de provincie Santa Fe. De plaats telt 18.176 inwoners.